# Silhouette (Unternehmen)
Silhouette International Schmied AG ist ein österreichisches Unternehmen, das sich mit Design, Produktion und dem Vertrieb von Brillenfassungen und Sonnenbrillen beschäftigt. Seit 2017 ist das Unternehmen Komplettanbieter für Gläser und Fassungen. Der Unternehmenssitz befindet sich in Linz.

## Unternehmensgeschichte

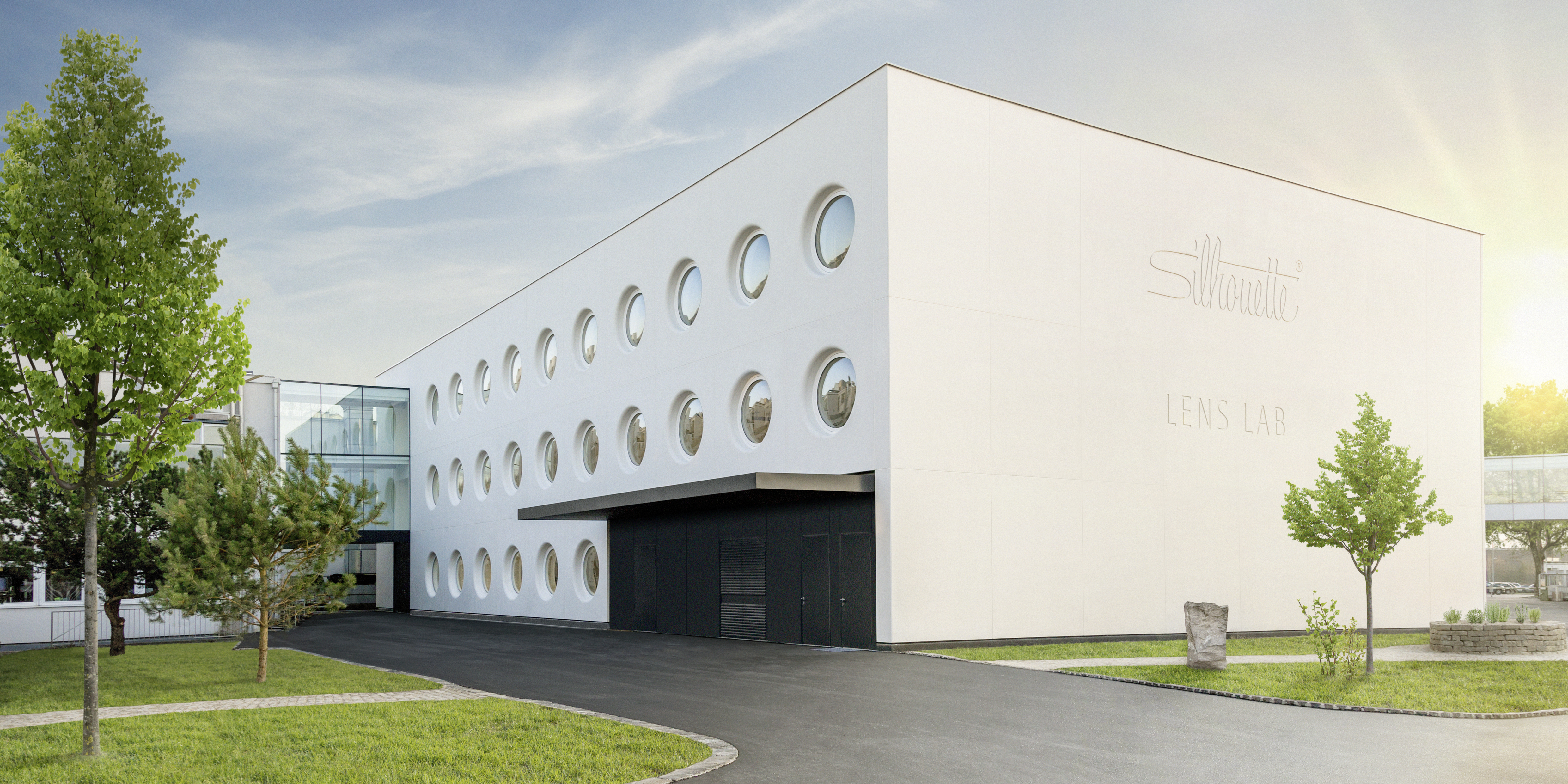
Silhouette Lens Lab

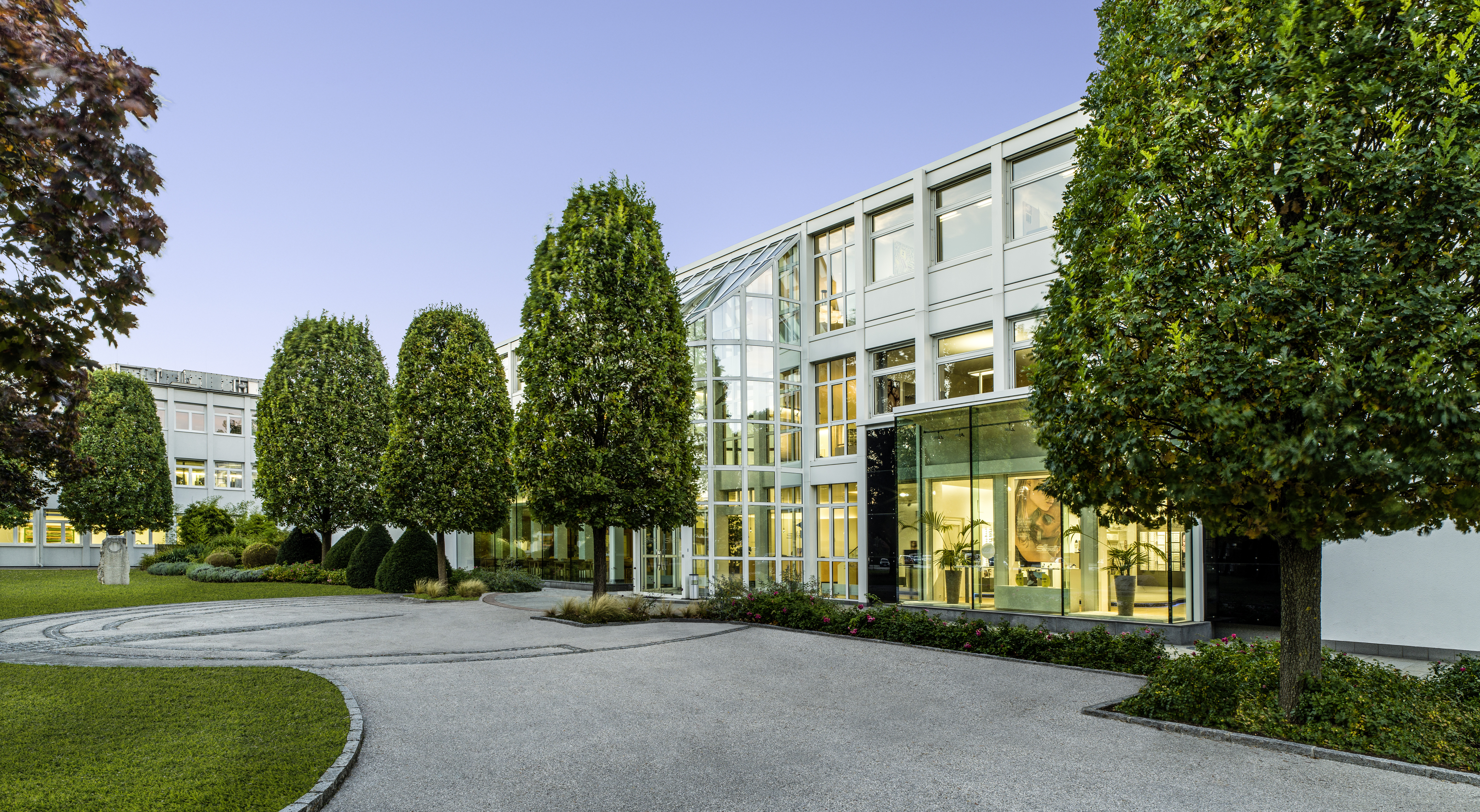
Unternehmenszentrale in Linz

Die Silhouette Group wurde 1964 von Anneliese und Arnold Schmied gegründet. 1991 begann Silhouette, Sportbrillen unter der Lizenzmarke "adidas eyewear" zu produzieren.
In den 1990ern wurden mehrere Auslandsimporteure in Tochtergesellschaften umgewandelt, so dass das Unternehmen Gesellschaften in Italien, USA, England, Dänemark, Deutschland und Belgien unterhält. Hauptabsatzmarkt sind die USA. 1999 brachte Silhouette die erste schrauben- und scharnierlose Brille "Titan Minimal Art" aus Titan auf den Markt.
Im Jahr 2000 erfolgte die Expansion nach Frankreich sowie Südostasien. Außerdem wechselte der Gründer Arnold Schmied in den Vorstand und übergab die Leitung des Unternehmens an die Söhne Klaus, Arnold und Tassilo Gruber. Zugleich wurden die Silhouette International A. Schmied GmbH. & Co. KG und die frühere Holding Schmied Beteiligungs AG fusioniert und die Silhouette International Schmied AG entstand. Seit 2000 ist die schrauben- und scharnierlose Brille "Titan Minimal Art" für die Raumfahrt zertifiziert und wurde bisher auf mehr als 70 Weltraummissionen eingesetzt. 2002 wurde die Expansion in Hongkong und dem asiatischen Raum ausgebaut.
Ab 2007 bestand die Firmenspitze nur noch aus den Brüdern Klaus und Arnold Schmied. Seit 2008 ist das Unternehmen staatlich ausgezeichneter Ausbildungsbetrieb. Im selben Jahr begann die Expansion nach Osteuropa und in den Nahen und Mittleren Osten.
Im Jahr 2009 endete die Lizenzvereinbarung mit Swarovski, die seit 1996 bestanden hatte.
2013 zogen sich Arnold und Klaus Schmied aus dem operativen Geschäft in den Vorstand zurück, die Vorstandsmandate wurden von Thomas Windischbauer und Daniel Rogger übernommen. 2014 wurde eine neue Tochtergesellschaft in Südamerika gegründet. 2016 wurde die Marke „Neubau Eyewear“ gegründet, die Brillen und Sonnenbrillen anbietet. Seit 2017 ist das Unternehmen Komplettanbieter von Gläsern und Fassungen – auch die optischen Gläser werden nun am Hauptsitz in Linz gefertigt. Seit 1. November 2019 leiten Reinhard Mahr und Arnold Schmieds Sohn Michael Schmied neben Thomas Windischbauer das Familienunternehmen. Ende 2019 beendete die Silhouette Group nach 25 Jahren die Lizenzvereinbarung mit adidas. Im Oktober 2019 gründete Silhouette die Sportbrillenmarke „evil eye“. Anfang 2021 löste sich Neubau Eyewear vom Mutterkonzern Silhouette Group ab und fungiert seitdem als eigenständiges Unternehmen.

## Unternehmensstruktur
Das Unternehmen ist in 3. Generation nach wie vor im Besitz der Familie Schmied. Der Jahresumsatz 2023 lag bei 167 Millionen Euro. Das Unternehmen beschäftigt 1300 Mitarbeiter, davon 700 in Linz. Der Exportanteil liegt bei 95 Prozent, die Brillen sind in über 100 Ländern erhältlich.
Das Unternehmen hat Niederlassungen in Belgien, den Niederlanden, Luxemburg, Brasilien, China, Deutschland, Frankreich, Großbritannien, Hongkong, Italien, Norwegen, Schweden, Dänemark, Finnland, Österreich, Spanien, Schweiz, den USA sowie ein regionales Büro in Dubai und einen zweiten Produktionsstandort in Tschechien.

## Produkte

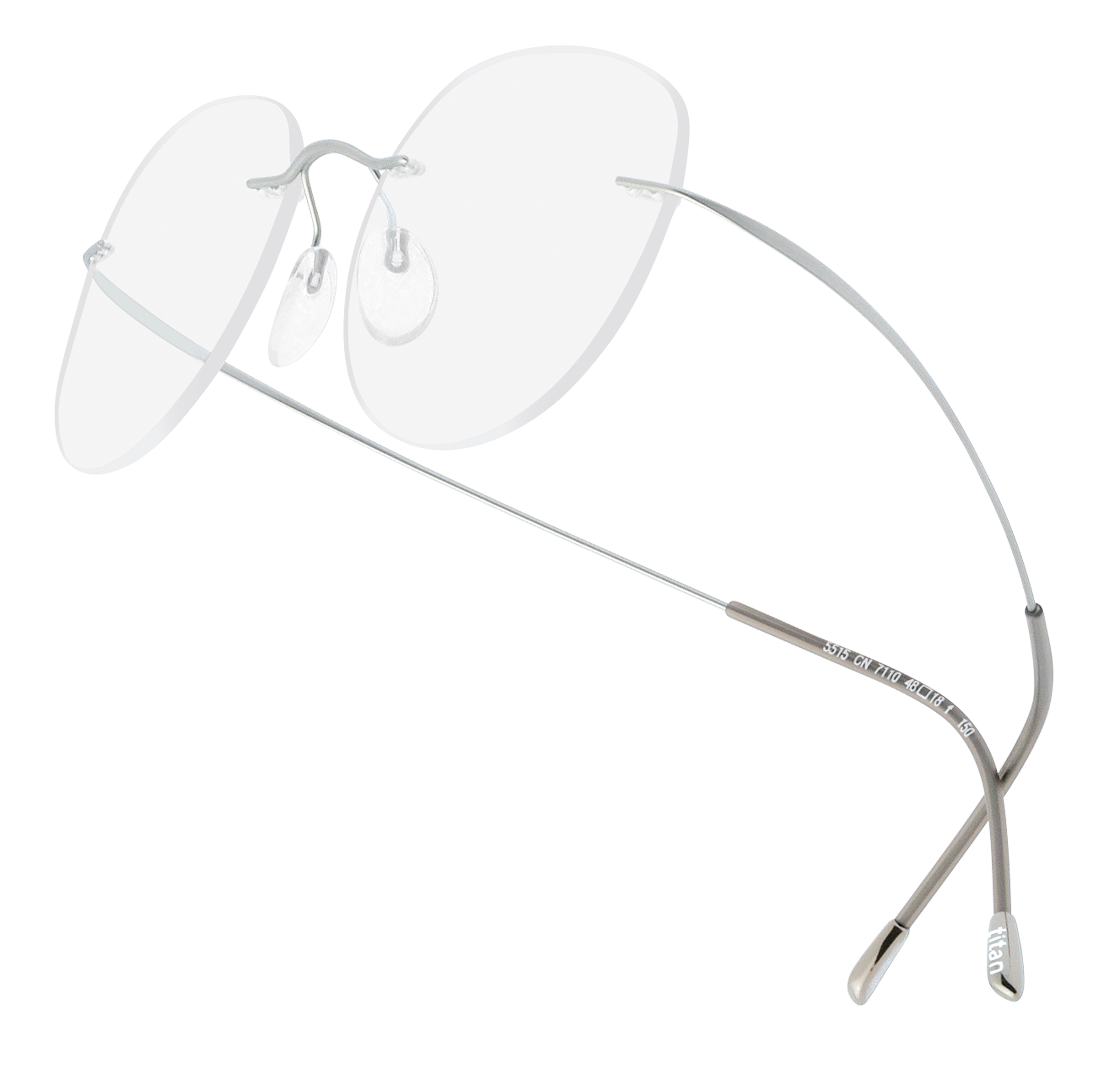
Titan Minimal Art

Silhouette produziert und vertreibt randlose Brillen, Vollrandbrillen und Sonnenbrillen. 2017 entwickelte sich das Unternehmen zum Komplettanbieter von Gläsern und Fassungen. Weltweite Bekanntheit erreichte Silhouette durch die Einführung der Brille „Titan Minimal Art“ in 1999, von der bereits Anfang der 2000er mehr als 2,5 Millionen Stück verkauft worden waren. Silhouette war lange Jahre Lizenzfertiger von Sportbrillen für Adidas und für Daniel Swarowski. Neben den Eigenmarken Silhouette und Neubau Eyewear entwirft und produziert die Silhouette Group seit Oktober 2019 unter der Marke evil eye auch Sportbrillen.
Silhouette arbeitet regelmäßig mit Designern zusammen, wie zum Beispiel FelderFelder, Wes Gordon, Arthur Arbesser und Perret Schaad.

### Materialien
Silhouette verwendet für die Brillenherstellung eine Titanlegierung und den patentierten Kunststoff SPX. Die Titanlegierung ist flexibel und erlaubt so die Herstellung der Titan Minimal Art, deren Rahmen ohne Schrauben und Scharniere konstruiert ist. 1983 begann Silhouette damit, Brillen aus dem SPX in Spritzgusstechnik zu produzieren. Seit 2020 verwendet Neubau Eyewear biobasiertes Material in 3D-Druck-Technik, das besonders umweltverträglich und ressourcenschonend sein soll.

## Nachhaltigkeit
Silhouette ist als Klimabündnis-Betrieb Mitglied des Klimabündnis Österreich.

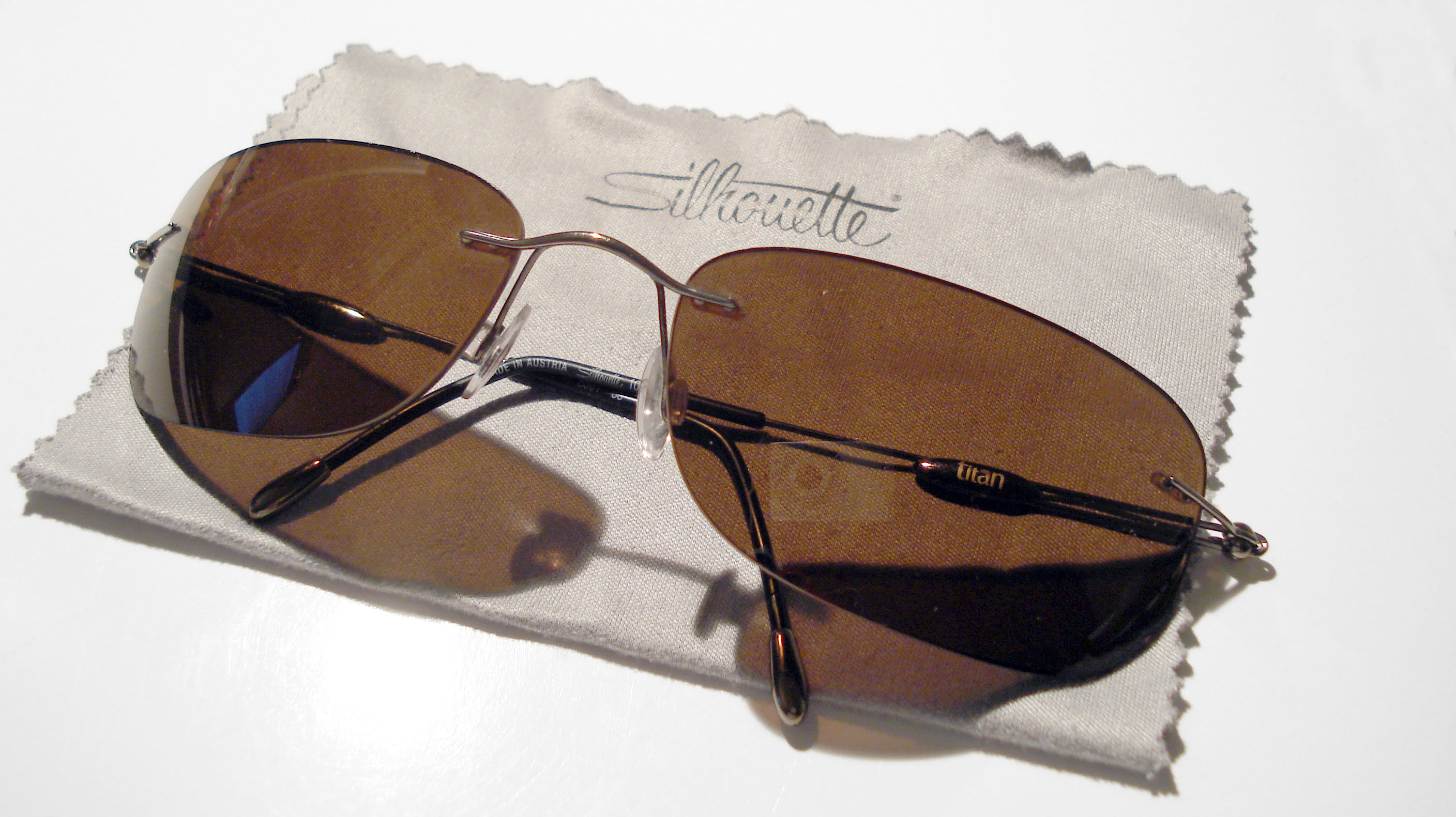
Silhouette-Sonnenbrille mit Kugelscharnier

## Auszeichnungen
- 2022: Linzer Unternehmen des Jahres 2022: Platz 1 in der Kategorie Leitbetrieb[30]
- 2022: Austria’s Leading Companies: Platz 1 in Oberösterreich[31]
- 2020: German Design Award, Silhouette: Titan Accent Shades Collection[32]
- 2020: German Design Award, neubau eyewear: Walter & Wassily[33]
- 2020: Red Dot Award, Silhouette: TMA Icon. Accent Rings Collection[34]
- 2019: German Design Award, neubau eyewear: Special Edition Sigmund & Carl[35]
- 2019: Red Dot Award, neubau eyewear: Special Edition Walter & Wassily[36]
- 2018: German Design Award, Silhouette: Lite Wave Collection[37]
- 2018: IF Design Award: TMA Unify[38]